# Sandra Barneda
Sandra Barneda, née le 4 octobre 1975 à Barcelone, est une journaliste, autrice, animatrice de radio, présentatrice de télévision et actrice espagnole.

## Biographie
Diplômée en journalisme de l'Université autonome de Barcelone, elle travaille pour Catalunya Ràdio, COM Ràdio (es), RNE4 Cataluña, TVE Cataluña, Antena 3, Telemadrid, 8tv, TV3, La 2 et Telecinco, et publie dans El Periódico de Catalunya, Elle et Zero.
Dans les années 2000, elle travaille également dans le monde du théâtre, avec Aprobado en castidad (2001), de Narciso Ibáñez Serrador.
En mai 2009, elle collabore De buena ley (sur Telecinco).
En 2010, elle succède à Gloria Serra pour présenter La Noria.
En 2012, elle présente El gran debate, avec Jordi González.
En 2013, elle publie son premier roman, «Reír al viento», puis «Cómo construir una superheroína».
Durant les étés de 2013, 2014 et 2015, elle remplace dans El programa del verano Ana Rosa Quintana.
En 2020, elle est finaliste du Premio Planeta pour son roman «Un océano para llegar a ti».

### Vie privée
De 2006 à 2010, elle a été en couple avec la présentatrice de télévision Tània Sàrrias.
De 2016 à 2022, elle était en couple avec Nagore Robles.
Depuis 2022, elle est en couple avec Pascalle Paerel de 15 ans sa cadette.

## Filmographie
- 2000 : Al salir de clase (es) (série télévisée) : Begoña
- 2001 : Compañeros (es) (série télévisée) : la professeure de danse de Léo
- 2002 : Javier ya no vive solo (es) (série télévisée) : la psychologue
- 2006 : Locos por el sexo : la présentatrice TV

### Publication
- 2016 :  La tierra de las mujeres
- 2017 : Hablaran de nosotras
- 2021 : Un oceano para llegar a ti
- 2022 : Las hijas del agua
- 2022 : Las olas del tiempo perdido